# Anton Stonner

Tom von Dreger: Pater Anton Stonner SJ, 1927

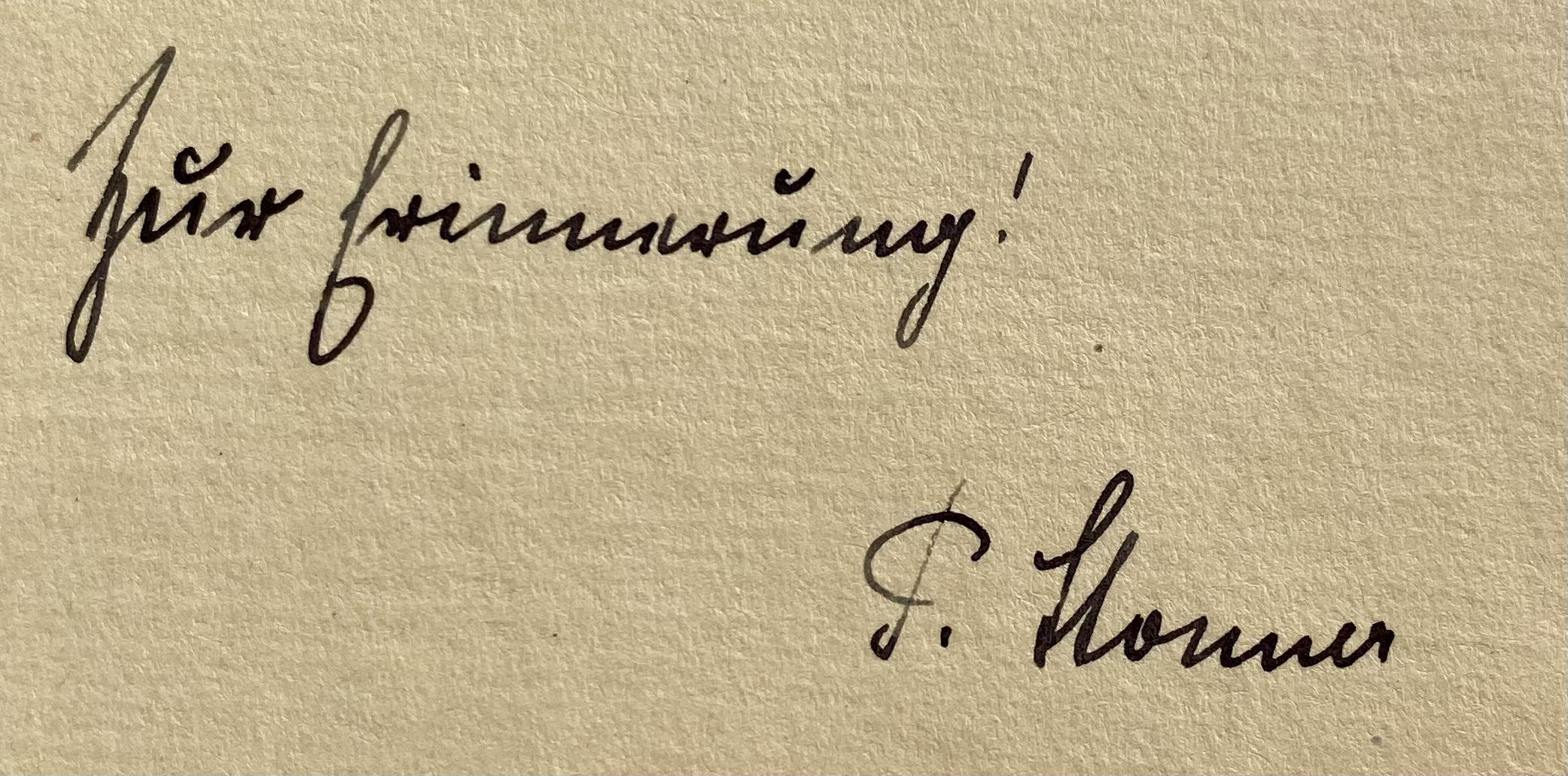
Autograph von Anton Stonner (1927)

Anton Stonner (* 2. August 1895 in Starkstadt, Königgrätzer Kreis, Böhmen; † 22. Januar 1973 in Bonn) war ein römisch-katholischer Geistlicher der Diözese Berlin, Theologe, Volkskundler und Hochschullehrer völkischer Prägung.

## Leben
Anton Stonner war von 1914 bis 1928 Mitglied des Jesuitenordens und wurde 1922 in Innsbruck zum Priester geweiht. Seit 1928 gehörte er als Weltpriester der Diözese Berlin an.
Er promovierte 1930 in Pädagogik (Dr. phil.), 1932 in Theologie (Dr. theol.), die Habilitation erfolgte 1935. Von 1935 bis 1939 übernahm er eine Lehrstuhlvertretung für Pädagogik und Katechetik an der Katholisch-Theologischen Fakultät der Ludwig-Maximilians-Universität München, dazu gleichzeitig von 1937 bis 1939 die Aufgabe des Universitätspredigers in St. Ludwig (München) und in den Jahren von 1940 bis 1945 eine Lehrstuhlvertretung für christliche Philosophie an der Deutschen Universität in Prag. In den Jahren 1946 und 1947 arbeitete er als Dozent in München, ab 1948 lehrte er zunächst Lehrstuhlvertreter, dann war er ordentlicher Professor für Pastoraltheologie in Bonn und wurde 1963 emeritiert.
Er war Ehrenmitglied der katholischen Studentenverbindungen KÖStV Aargau Wien (ab 1925) und KaV Norica Wien (ab 1928).

## Völkische Haltung Anton Stonners und ihre Rezeption
Georg Denzler machte 1997 auf das Mühen Stonners aufmerksam, eine Verbindung von germanischem Volkstum und Christentum herzustellen. Stonner schrieb beispielsweise 1934: „Wie ein breiter Strom durchzieht die Deutschen der Gegenwart die Sehnsucht nach rechter Volkswerdung“. Stonner sah im Deutschtum das „unauflösbar innige Ineinander von germanischem und christlichem Wesen“, anschlussfähig an den Antisemitismus des Nationalsozialismus. „Bekanntlich entspricht diese Betonung der rassischen Geschichte ganz den Ansichten und Absichten des Führers“, so Stonner. Denzler zitiert Friedrich Zoepfls Rezension von Stonner, Germanentum und Christentum, 1933, in der Theologischen Revue, Jahrgang 33, 1934:  „Aus der Praxis hervorgegangen, möchte das Büchlein praktischen Zwecken dienen, nämlich der vom nationalen Staat geforderten Umgestaltung des Unterrichts im Sinne einer starken Betonung germanisch-deutscher Wesenheit ... Als freudiger Ausdruck katholischen Bekenntnisses zur germanisch-deutschen Erbgrundlage unseres Seins ist Stonners Büchlein aufrichtig zu begrüßen und ist ihm weite Verbreitung zu wünschen.“

## Schriften (Auswahl)
- Kirche und Gemeinschaft. Vorträge, gehalten auf der Innsbrucker Akademikertagung 1925, Oratoriums-Verlag (Verlag J. Kösel & F. Pustet) München 1927, (= Der katholische Gedanke, Band 19).
- Kindsein vor Gott. 9 Predigten zur 200sten Wiederkehr des Heiligsprechungsjahres des heiligen Stanislaus Kostka, gehalten in der Kirche am Hof, Verlag der "Fahne Mariens", Wien 1927.
- Das pädagogische Verstehen. Eine pädagogik-wissenschaftliche Studie auf Grund einer Umfrage, J. Klinkhardt, Leipzig 1931 (Zugleich Hochschulschrift: München, Phil. Diss.).
- Religiöse Einkehr. Vorträge für Gebildete, Herder, Freiburg 1933.
- Germanentum und Christentum. Bilder aus der deutschen Frühzeit zur Erkenntnis deutschen Wesens, Pustet, Regensburg 1933.
- Nationale Erziehung und Religionsunterricht, Regensburg 1934.
- Der Lichtgedanke in der Hl. Schrift und Meßliturgie. Eine Bibelstundenreihe, Schöningh Paderborn 1936.
- Bibellesung mit der katholischen Jugend. Eine religionspädagische Studie über die ausserschulische katholische Bibelbewegung auf Grund einer Umfrage , 3. Aufl. Schöningh, Paderborn, 1936.
- Bibellesung und Bibeldeutung. Eine praktische Anleitung zur Auswertung der Heiligen Schrift (= Lebensschule der Heiligen Schrift, Nummer 1), Kyrios-Verlag für christliches Geistesgut, Meitingen bei Augsburg 1941.
- Die hl. Hedwig, Schlesiens Landespatronin (= Die Schlesische Reihe, Heft 3), Pattloch, Aschaffenburg 1948.